# Patio de Belfast
El Patio de Belfast es la instalación de mantenimiento, almacenamiento y administración de la flota para el sistema de tren ligero O-Train de la línea confederación de Ottawa. El astillero se inauguró en 2016 y ensambló 34 vehículos Alstom Citadis Spirit. La instalación se amplió para acomodar 38 vehículos adicionales como parte de la expansión de la etapa 2 de la línea confederación.